# Gymnopilus aculeatus
Gymnopilus aculeatus là một loài nấm thuộc họ Cortinariaceae. Nó được nhà nghiên cứu về nấm Rolf Singer đặt tên vào năm 1951.